# 주디 시카고
주디 시카고(영어: Judy Chicago, 1939년 7월 20일 ~ )는 미국의 여성주의 미술가, 미술 교육가, 작가로, 역사와 문화에서 여성의 역할을 감찰하는 이미지의 제작에 관한 대형 협업 미술 작품으로 유명하다. 1970년대에 시카고는 미국 내 첫 여성주의 미술 프로그램을 캘리포니아 주립 대학교 프레즈노(전 프레즈노 주립 칼리지)에 설립했으며 여성주의자 미술과 미술 교육의 기폭제 역할을 했다. 세계 여러 지역의 수백 곳의 출판물에 포함된 것들은 전 세계의 미술 공동체에 영향을 주었다. 그녀의 책들 중 다수가 다른 국가들에 출판되면서 전 세계 독자들이 그녀의 작품에 더 잘 접근할 수 있게 되었다.
시카고는 타임지의 "2018년에 가장 영향력 있는 100인"에 포함되었다.